# SIGPROF
В POSIX-системах, SIGPROF — сигнал, посылаемый процессу по истечении времени заданном в таймере профилирования.
SIGPROF — целочисленная константа, определённая в заголовочном файле signal.h. Символьные имена сигналов используются вместо номеров, так как в разных реализациях номера сигналов могут различаться.

## Этимология
SIG — общий префикс сигналов (от англ. signal), PROF — сокращённое написание англ. profiler — название утилиты профилирования.

## Использование
SIGPROF посылается по истечении таймера, как SIGVTALRM или, более популярный SIGALRM. Их отличие в том, что SIGPROF, измеряет время выполнения самого процесса и время, проведённое в ожидании завершения системных вызовов, SIGVTALRM измеряет только время выполнения самого процесса, а SIGALRM измеряет реальное время.
При профилировании, для сбора статистики о времени выполнении процесса и ожидании системных вызовов (выполнения в пространстве ядра) используются SIGPROF и SIGVTALRM.